# Adenomus kelaartii
Az adenomus kelaartii a kétéltűek (Amphibia) osztályába, a békák (Anura) rendjébe és a varangyfélék (Bufonidae) családjába tartozó faj. A varangyot 1958-ban írta le Albert Günther.

## Előfordulás
A faj csak Srí Lanka szigetén annak is délnyugati részén fordul elő kb. 1200 méterig. Az esőerdőkban a szárazföldön és a folyókban egyaránt megél. Sok természetvédelmi és nemzeti parkban védve de még így is a kihalás veszélye fenyegeti. A veszélyt a környezetszennyezés az esőerdők kiirtása jelenti. 2004-ben a biológusok komolyabb felmérést végeztek a fajjal kapcsolatban.